# Ruiny kościoła w Al-Dżubajl
Ruiny kościoła w Al-Dżubajl (ar. كنيسة الجبيل) – pozostałości kościoła chrześcijańskiego pochodzącego prawdopodobnie z V/VI wieku, odkryte na pustyni koło miasta Al-Dżubajl w Arabii Saudyjskiej.
Odkryte przypadkowo w 1986 roku, zostały odkopane i ogrodzone na polecenia saudyjskich władz. Nie są udostępnione do zwiedzania, ponieważ oficjalnie wciąż trwają tam prace wykopaliskowe, ale można do nich dość łatwo dojechać i obejrzeć zza ogrodzenia. Wyniki badań prowadzonych przez saudyjskich archeologów nie zostały dotąd opublikowane, na Zachodzie kościół znany jest z opisów i zdjęć wykonanych przez pracowników Aramco.
Ściany wykonane były z ubitej gliny, pokryte gipsowym tynkiem. Tworzyły prostokąt, którego wschodnia część podzielona była na trzy pomieszczenia (ok. 4-5 m² każde); główne pomieszczenie, prawdopodobnie nawa, z wejściami od zachodu i południa, miało do 20 m² powierzchni. Zachowane ściany pozwalają zorientować się w rozkładzie kościoła. Można odróżnić nawę, prezbiterium i zakrystię oraz małą kaplicę boczną. W ścianach znajdują się nisze, prawdopodobnie na rzeźby lub ikony. Półkolumny na ścianach, wraz istniejącymi nad nimi uchwytami sugerują, że wnętrze było ozdobione gobelinami. Na ścianach przy drzwiach były 4 kamienne krzyże, które zostały zabrane krótko po odkopaniu ruin. Krzyże miały ok. 30 cm wysokości. Przy północnej i południowej ścianie prezbiterium widoczne są po trzy okrągłe kolumny, będące prawdopodobnie podstawą łuku; baza łuku ozdobiona była reliefem w postaci wijącego się pędu winorośli, tworzącego pętle, w których umieszczono zgeometryzowane liście. W centralnej części prezbiterium zachowało się niewysokie (ok. 15 cm) podwyższenie o pow. ok. 1,5 m², które może być interpretowane jako bema.
Kościół był orientowany. Budynek przypuszczalnie należał do Kościoła Asyryjskiego.
Koło kościoła znajdują się mnisie cele, a w Al-Dżubajl odnaleziono też pochówki chrześcijańskie. J. Langefeldt, który miał okazję obejrzeć budowlę i opisał ją w 1994 roku, określił go jako typowy kościół klasztorny lub parafialny, prawdopodobnie służący stabilnej społeczności przez dłuższy czas (być może nawet kilka wieków) przed i po 630 roku Powstanie kościoła szacował na V-VI wiek (są też datowania na wiek IV). T. Insoll uznał interpretację Langefeldta za bardziej spójną z innymi znaleziskami archeologicznymi w regionie (jak możliwe pozostałości chrześcijańskich budowli w Abu Zabi, mające potencjalny związek ze znanymi ze źródeł pisanych znajdującymi się tam nestoriańskimi biskupstwami), niż oficjalne stanowisko saudyjskiego Wydziału Starożytności, który określił ruiny z Al-Dżubajl jako „pozostałości krótko użytkowanej kaplicy zbudowanej przez przejezdnych kupców, której wykorzystanie zakończyło się wraz z przybyciem na te tereny islamu w 634 roku”.